# يوزبند (بزكش)
يوزبند (بالفارسية: یوزبند) هي قرية تقع في إيران في قسم بزكش الریفي. يقدر عدد سكانها بـ 36 نسمة .